# Stazione di Bagnaria Arsa
Stazione di Bagnaria Arsa vasútállomás Olaszországban, Bagnaria Arsa településen.

## Vasútvonalak
Az állomást az alábbi vasútvonalak érintik:
- Palmanova-San Giorgio di Nogaro-vasútvonal

## Kapcsolódó állomások
A vasútállomáshoz az alábbi állomások vannak a legközelebb:
- Stazione di Palmanova
- Stazione di San Giorgio di Nogaro